# Kaxen
Kaxen är en sjö i Bollnäs kommun i Hälsingland och ingår i Testeboåns huvudavrinningsområde. Sjön har en area på 0,664 kvadratkilometer och ligger 254,1 meter över havet. Sjön avvattnas av vattendraget Testeboån (Grannäsån).

## Delavrinningsområde
Kaxen ingår i det delavrinningsområde (677337-152688) som SMHI kallar för Utloppet av Kaxen. Medelhöjden är 271 meter över havet och ytan är 3,11 kvadratkilometer. Räknas de 30 avrinningsområdena uppströms in blir den ackumulerade arean 144,16 kvadratkilometer. Avrinningsområdets utflöde Testeboån (Grannäsån) mynnar i havet. Avrinningsområdet består mestadels av skog (79 procent). Avrinningsområdet har 0,66 kvadratkilometer vattenytor vilket ger det en sjöprocent på 21,3 procent.